# Gladsaxe Ny Teater
El Gladsaxe Ny Teater (Nou Teatre de Gladsaxe), anteriorment conegut com a Gladsaxe Teater, va ser fundat el 1964 i està situat en el núm. 81 de Buddinge Hovedgade, a Gladsaxe, Dinamarca. El teatre va tancar les portes el 30 de juny de 2006 i reobert el mes de gener de 2007. El 8 de gener de 2008, fou posat sota l'administració judicial degut a un fort dèficit econòmic.